# Spartakiad
Spartakiaden eller arbetarolympiaden var ett internationellt sportevenemang som Sovjetunionen lanserade som ett konkurrerande alternativ till OS. Avsikten var att vara en symbol för sk proletär internationalism. Den första spartakiaden hölls i augusti 1928 i Moskva. På ryska finns likheter mellan ordet för spartakiad (spartakiada) och olympiad  (olimpiada). Namnet kommer från den romerska upprorsledaren Spartacus.
Även en särskild spartakiad för ungdomar anordnades.
Sovjetunionen anslöt sig slutligen till den internationella olympiska rörelsen och deltog för första gången i de XV Olympiska sommarspelen 1952 i Helsingfors.
Därefter har nationella spartakiader på olika nivåer anordnats i Sovjetunionen på såväl lokal nivå som för hela unionen (även med deltagande från andra länder). Spartakiader hölls också i andra socialistiska länder.
I några av de tidigare sovjetrepublikerna anordnas ännu fackförbundens spartakiad.

## Spartakiader
Sommar
- 1928 - Moskva
- 1931 - Berlin
- 1936 - Barcelona (inställt)
- 1937 - Antwerpen

Vinter
- 1928 - Oslo
- 1936 - Oslo